# Коллинз, Джудит
Джудит Энн Коллинз (англ. Judith Anne Collins; род. 24 февраля 1959 года в Гамильтоне) — новозеландский юрист и политик, член парламента и министр правительства Новой Зеландии.

## Биография и юридическая карьера
Родилась в семье фермеров Перси и Джесси Коллинз в районе поселения Уолтон региона Уаикато, младшая из шести детей. Получила среднее образование в школе Уолтона.
Ещё в юности решила учиться на юриста. В 1977—1978 годах училась в университете Кентербери. В 1979 году перешла в Оклендский университет, где получила сначала степень бакалавра права, а позднее магистра права (с отличием) и магистра налогообложения (MTaxS).
В период обучения в университете, познакомилась с полицейским Дэвидом Вон Туном, за которого позднее вышла замуж на территории Гонконга.
После окончания университета, работала юристом со специализацией на трудоустройстве, недвижимости, коммерческом и налоговом праве. В 1981—1990 годах была сотрудницей четырёх разных юридических фирм, после чего основала собственную компанию Judith Collins and Associates, где практиковала до начала 2000-х. В 2000—2002 также работала как адвокат по специальным вопросам на MinterEllisonRuddWatts.
В период своей профессиональной юридической деятельности была активным членом нескольких юридических ассоциаций, в частности, была президентом Оклендской окружной ассоциации юристов и вице-президентом Новозеландской ассоциации юристов (в 1998), возглавляла Casino Control Authority (1999—2002) и была директором Housing New Zealand Limited (1999—2001).

## Политическая карьера
Исходно поддерживала лейбористов, но с 1999 года присоединилась к Национальной партии Новой Зеландии. Занималась общественной деятельностью Zonta International и «Ротари Интернешнл».
В 2002 году Коллинз была избрана в парламент Новой Зеландии от правоцентристской Национальной партии (получившей на тех выборах 27 из 120 мест и формально относившейся к оппозиции), представляя избирательный округ Кливдон. В начале своей парламентской каденции, Коллинз была вторым официальным представителем-докладчиком по вопросам здравоохранения и внутренних дел. В 2003 её сферы ответственности сменились на вопросы юстиции и туризма, а в 2005, заслужив крепкое реноме, она сменила свою коллегу Кэтрин Рич в качестве официального представителя-докладчика фракции по вопросам социального обеспечения. Впоследствии Джудит Коллинз также представляла партию по вопросам семьи и по делам тихоокеанских островов.

## В правительствах Джона Ки
На выборах 2008 года, в связи с реформированием границ избирательных округов, Коллинз была со значительным перевесом переизбрана от округа Папакура. Кроме того, получившая на этих выборах большинство Национальная партия сформировала правительство, где Коллинз получила портфель министра полиции, министра по исправительным учреждениям и министра по делам ветеранов. После выборов 2011 года она была назначена министром юстиции, министром ACC (управления по компенсации ущербов от дорожно-транспортных происшествий) и министром по делам национальных меньшинств.
Весной 2014 года Джудит Коллинз ушла в отставку со своих постов, попав под расследование по обвинению в коррупции, однако в конце того же года была оправдана. 7 декабря 2015 года премьер-министр страны Джон Ки объявил, что Коллинз вернётся в кабинет министров на свои прежние посты министра полиции и исправительных учреждений.

## В правительстве Билла Инглиша
После отставки Джона Ки Коллинз выставила свою кандидатуру на выборах руководства партии, но 8 декабря 2016 года отказалась от дальнейшей борьбы, как и ещё один претендент, Джонатан Коулман, после чего оставшийся в одиночестве Билл Инглиш 12 декабря вступил в должность лидера партии и премьер-министра Новой Зеландии.
20 декабря 2016 года в сформированном правительстве Инглиша назначена на менее влиятельные министерские посты, чем ранее, но получила сразу три портфеля: министра по делам этнических меньшинств, а также энергетики и ресурсов и внутренних доходов.
23 сентября 2017 года состоялись парламентские выборы, на которых Национальная партия получила лишь относительное большинство мест, и 26 октября было сформировано лейбористское правительство Джасинды Ардерн.

## В оппозиции
После отставки Билла Инглиша были организованы новые выборы руководства партии, в которых Коллинз также приняла участие, но не смогла пройти во второй тур голосования, и 27 февраля 2018 года новым лидером был избран Саймон Бриджес.
14 июля 2020 года на срочном заседании кокуса Национальной партии за 66 дней до следующих парламентских выборов избрана новым лидером партии после внезапной отставки Тодда Мюллера (он сменил Саймона Бриджеса во главе НПНЗ 22 мая 2020 года).
17 октября 2020 года состоялись парламентские выборы, итоги которых оказались катастрофическими для Национальной партии — её поддержали только 27 % избирателей, в то время как лейбористы во главе с Джасиндой Ардерн добились лучшего для себя результата за 50 лет (49 % голосов, что обеспечило партии абсолютное большинство мест в парламенте — 64 из 120).
25 ноября 2021 года освобождена от должности лидера партии ввиду сохранявшихся в течение месяцев низких показателей партии в социологических опросах и после громкого скандала в связи с увольнением ею из теневого кабинета своего политического соперника.

## В правительстве Кристофера Лаксона
14 октября 2023 года состоялись успешные для Национальной партии парламентские выборы. 24 ноября по их итогам было подписано коалиционное соглашение Национальной партии с New Zealand First (Новая Зеландия прежде всего) и ACT New Zealand (Ассоциация потребителей и налогоплательщиков), и 27 ноября правительство Кристофера Лаксона вступило в свои полномочия.
В новом Кабинете Коллинз получила портфели генерального прокурора, министра обороны, министра цифрового правительства, министра Бюро безопасности правительственной связи, министра Разведывательной службы безопасности Новой Зеландии, министра науки, инноваций и технологии, министра космоса. Ей также поручена выработка реакции правительства на выводы Королевской комиссии по расследованию терактов в мечетях Крайстчерча.